# Анселму Фернандіш
Анселму Фернандіш (порт. Anselmo Fernández, 21 серпня 1918, Лісабон — 19 січня 2000, Мадрид) — португальський архітектор, а також футбольний тренер, який приводив лісабонський «Спортінг» до перемоги у Кубку володарів кубків УЄФА. 

## Кар'єра тренера
З дитинства цікавився футболом, пробував свої сили у юнацькій команді лісабонського «Спортінга», проте змушений був відмовитися від футбольної кар'єри через проблеми зі здоров'ям.
Проте продувжував підтримувати зв'язки із клубом і протягом 1951–1952 років навіть тренував його молодіжну команду, а 1962 року нетривалий час був тренером основної команди.
На початку 1964 року керівництво «Спортінга» звільнило з посади головного тренера команди Жентіла Кардозу невдовзі після нищівної поразки 1:4 у чвертьфіналі Кубка володарів кубків від «Манчестер Юнайтед», і замінити його на цій посаді було запропоновано Фернандешу. Новий очільник команди створив справжнє футбольне диво — у домашній грі-відповіді проти «Манчестера» португальцям вдалося здолати команду, у складі якої грали такі зірки світового рівня як Боббі Чарлтон, Джордж Бест і Деніс Лоу, з рахунком 5:0 і за сумою двох ігор пройти до півфіналу турніру. На стадії півфіналів команда Фернандеша здолала французький «Ліон», а у фіналі перемогла угорський МТК (Будапешт), здобувши таким чином перший і допоки єдиний в історії «Спортінга» європейський кубок.
Попри такий успіх Фернандеш після здобуття Кубка кубків команду залишив, хоча наступного року двічі повертався на її тренерський місток у кризових для «Спотрінга» ситуаціях.
1965 року вирішив спробувати свої сили із скромнішою командою і до 1968 року працював у клубі КУФ (Баррейру), одного із середняків португальської футбольної першості. Був змушений завершити кар'єру футбольного тренера після важких травм, отриманих в автомобільній аварії.

## Архітектурні проекти
Ще до здобуття популярності футбольного тренера став відомим за своїм основним фахом — архітектурою. Був серед співавторів конструкції зведеного у 1956 році Жозе Алваладе, клубного стадіону «Спортінга».
Також відомий як один з архітекторів комплексу будівель Лісабонського університету, одна з яких, адміністративний корпус, отримала найпрестижніжу архітектурну нагороду країни. Серед робіт Фернандеша також приміщення Національної бібліотеки Португалії і лісабонські готелі Tivoli і Florida.

### Галерея

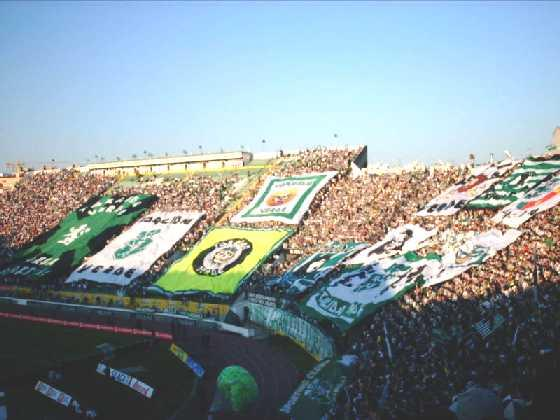
Оригінальний стадіон Жозе Алваладе
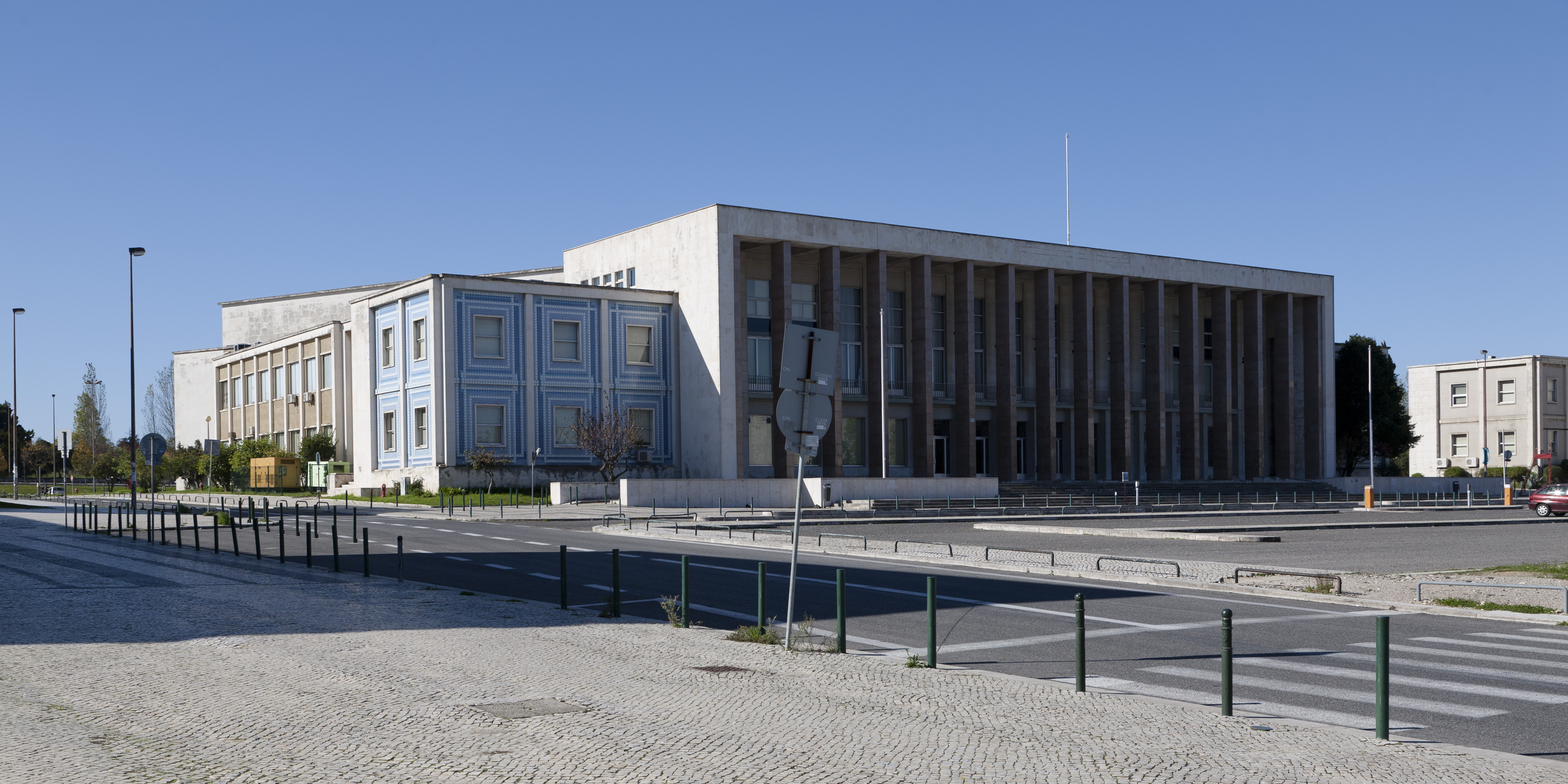
Адміністративний корпус Лісабонського університету
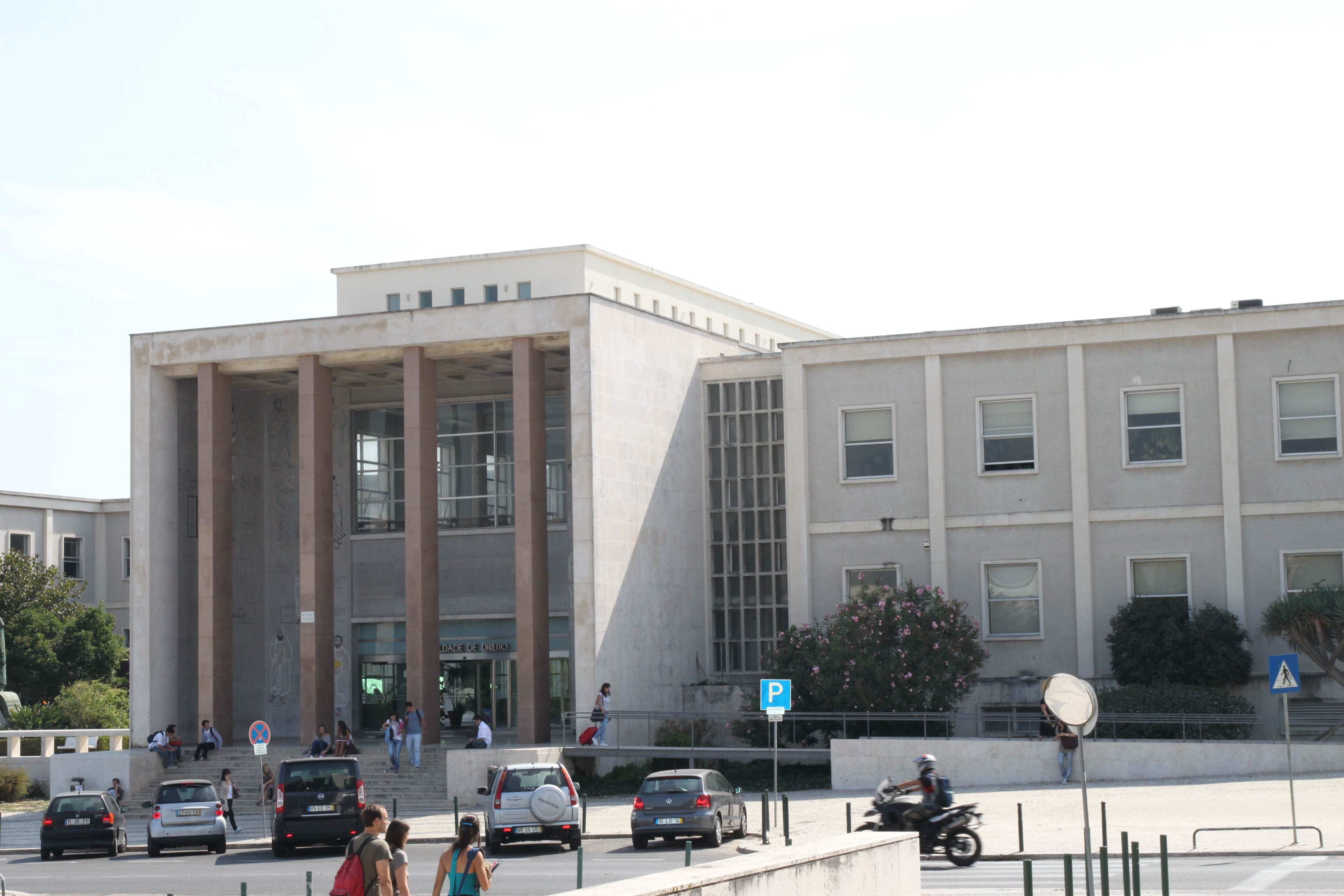
Будівля юридичного факультету Лісабонського університету
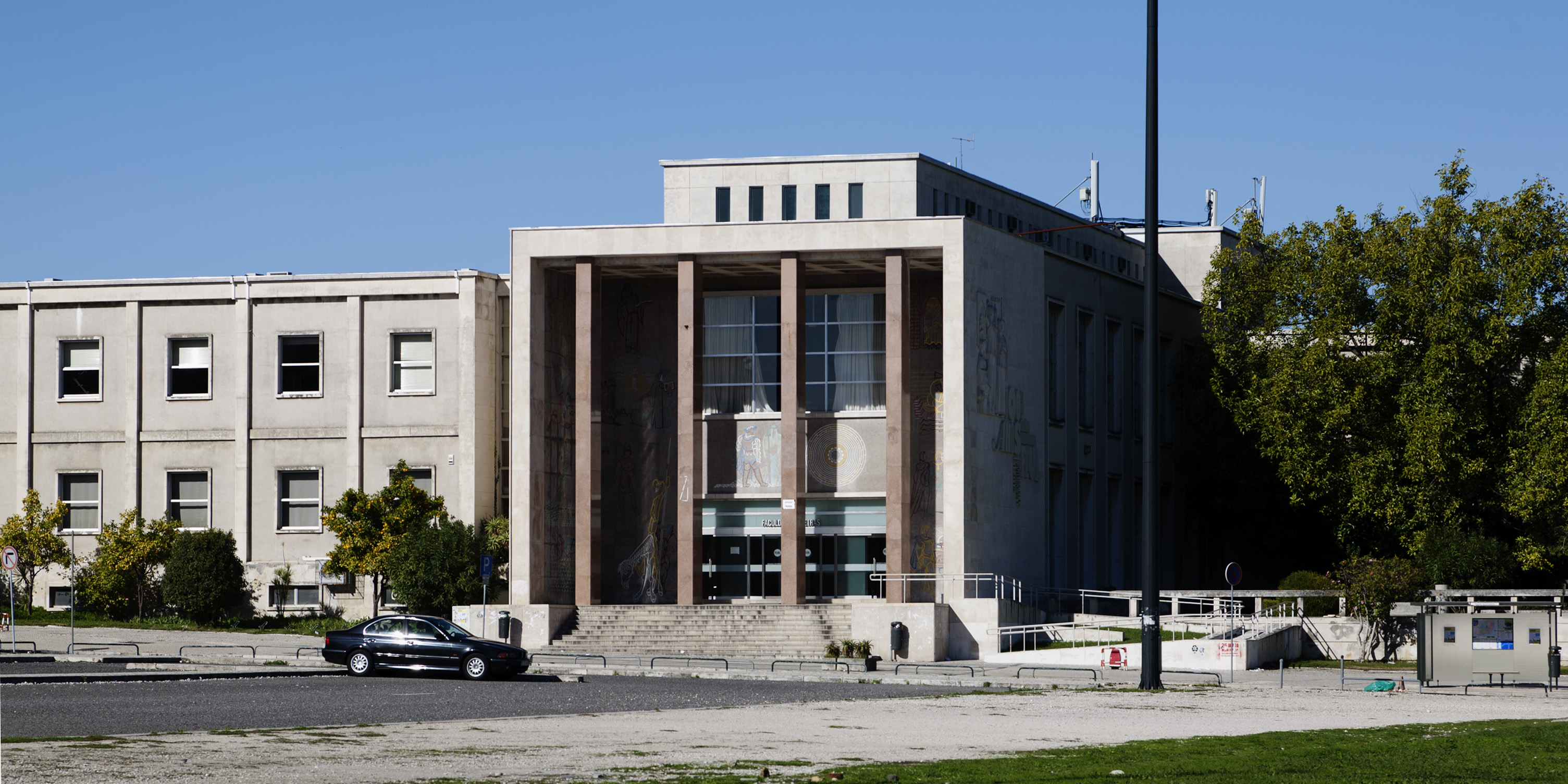
Будівля факультету мистецтв Лісабонського університету

## Титули і досягнення

### Як тренера
- Володар Кубка Кубків УЄФА (1):

«Спортінг»: 1963-1964